# Великий потік (притока Грону)
Великий потік (словац. Veľký potok) — річка в Словаччині, права притока Грону, протікає в окрузі Брезно.
Довжина приблизно 7.1 км. Витік знаходиться в масиві Низькі Татри (частина Кральовогольські Татри — схил гори Задня-Голя) на висоті близько 1500 метрів. Протікає територією села Завадка-над-Гроном.
Впадає в Грон на висоті приблизно 605—610 метрів.